# アスワング
アスワングは、UMAの一種である。女吸血鬼伝説としてフィリピンの土着伝承に語られる存在であり、同地のパラワン島に出没するといわれる。

## 概要
多くの目撃者によると、体長は1.5mから1.8mほどで、「猿のように上半身は毛深く、背中に生やした翼で素早く飛翔する他、鋭い爪を持つ怪物」とされる。
一部には「顔が犬で、身体がトカゲ」というものもあり、もはや一般的な吸血鬼とはかけ離れたヴィジュアル像も喧伝されるものの、総じて、ヒツジ男やワニ男のように「体は人間に似ている」といわれており、二足歩行をすることから、一種の獣人と考えられている。伝承では、アスワングが現れる時は、多くの吸血鬼伝説と同じく満月の夜とされるが、出現に際しては近隣の犬が騒ぎ出すと言われる。また、人間の血を好むと同時に、コウモリを捕食しそれを主食とするとされる。
伝説とは別観点から、すなわちUMA的な観点からは、アメリカのモスマン（蛾男）やイギリスのフクロウ男と同様に翼を持つのが特徴である。ピッグマン（ブタ男）、カエル男、ヒツジ男（ヤギ男）、ワニ男、トカゲ男と同様の半獣半人タイプ。

## 仮説
アスワングについては、以下のような仮説がある。
- 未発見の生物
- 地球外生命
- 人間（もしくは動物）の突然変異[3]
- 人間（もしくは動物）の奇形[3]
- 蛾男（モスマン）と同種、あるいは近似種
- 宇宙人のペット説
- ゲリラによる扮装
- 勘違いなどによる思いこみ
- 手の施しようのない病の具現化[3]